# Leptopeza compta
Leptopeza compta är en tvåvingeart som beskrevs av Daniel William Coquillett 1895. Leptopeza compta ingår i släktet Leptopeza och familjen puckeldansflugor. Inga underarter finns listade i Catalogue of Life.